# هایما ۸اس
هایما ۸اس (انگلیسی: Haima 8S) یک کراس‌اوور کوچک است که توسط هایما اتومبیل ساخته شده‌است.

## بررسی

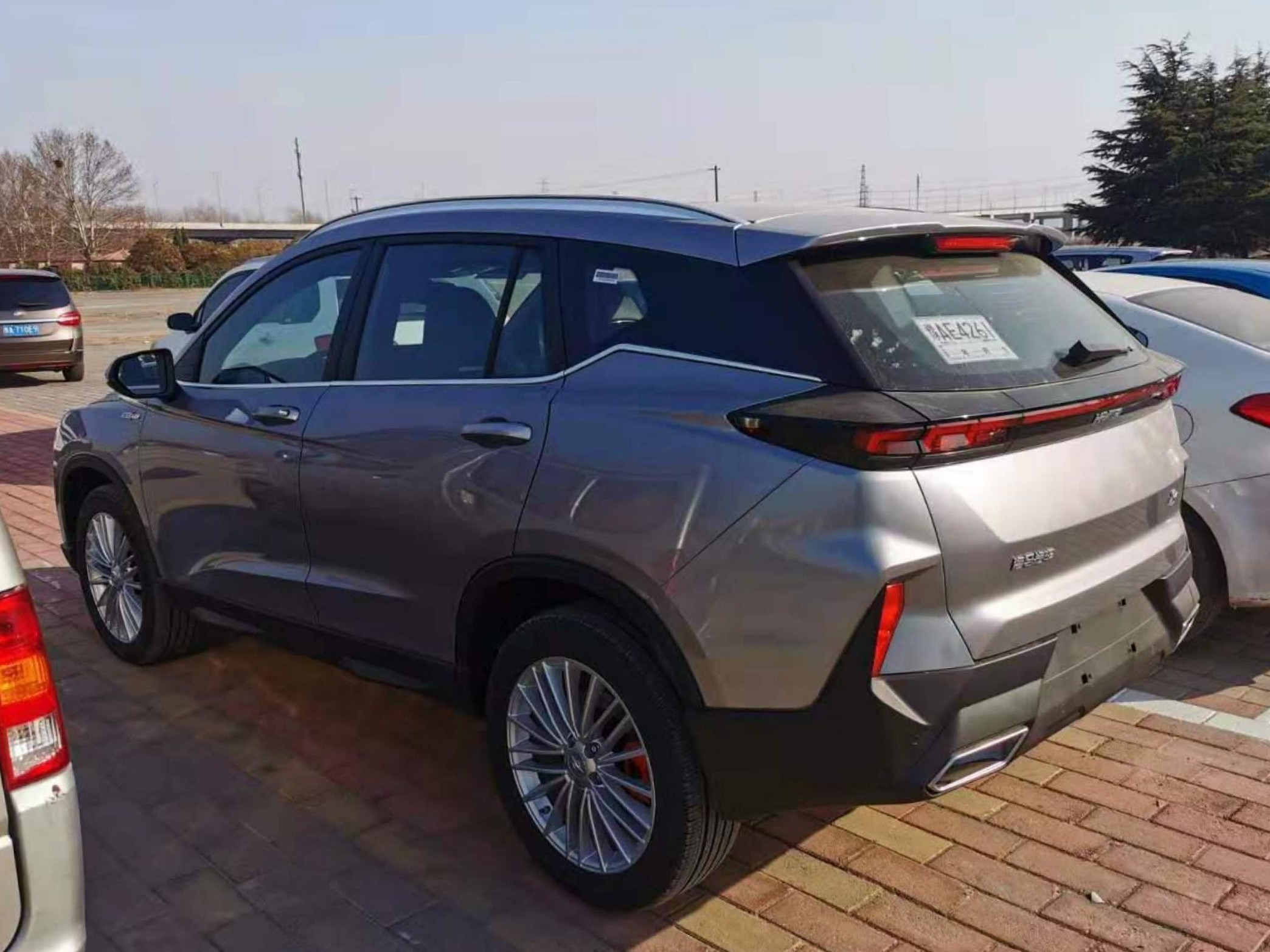
نمای عقب هایما ۸اس

هایما ۸اس در ژوئیه ۲۰۱۹ در بازار چین عرضه شد. این خودرو بر اساس پلت‌فرم HMGA هایما (سرواژه Haima Global Architecture به معنای معماری جهانی هایما) است. هایما ۸اس از موتور ۱٫۶ لیتری چهارسیلندر خطی TGDI بنزینی بوست بلو پاور با قدرت ۱۹۵ اسب بخار (۱۴۵ کیلووات) و گشتاور ۲۹۳ نیوتن متر بهره می‌برد. قدرت این موتور از طریق جعبه‌دنده‌های ۶ سرعتهٔ دستی، ۶ سرعتهٔ نیمه خودکار یا ۷ سرعتهٔ دوکلاچه منتقل می‌شود. نسخهٔ هیبریدی این خودرو با موتور ۱٫۲ لیتری توربو و نسخه‌های هیبریدی خفیف آن نیز قرار است در آینده عرضه شوند.

## ویژگی‌ها
هایما ۸اس مجهز به سانروف پانورامیک، استارت دکمه‌ ای Adaptive Cruise، صندلی‌های قابل تنظیم الکترونیک، صندوق پران برقی و شارژ بی‌سیم تلفن همراه است.

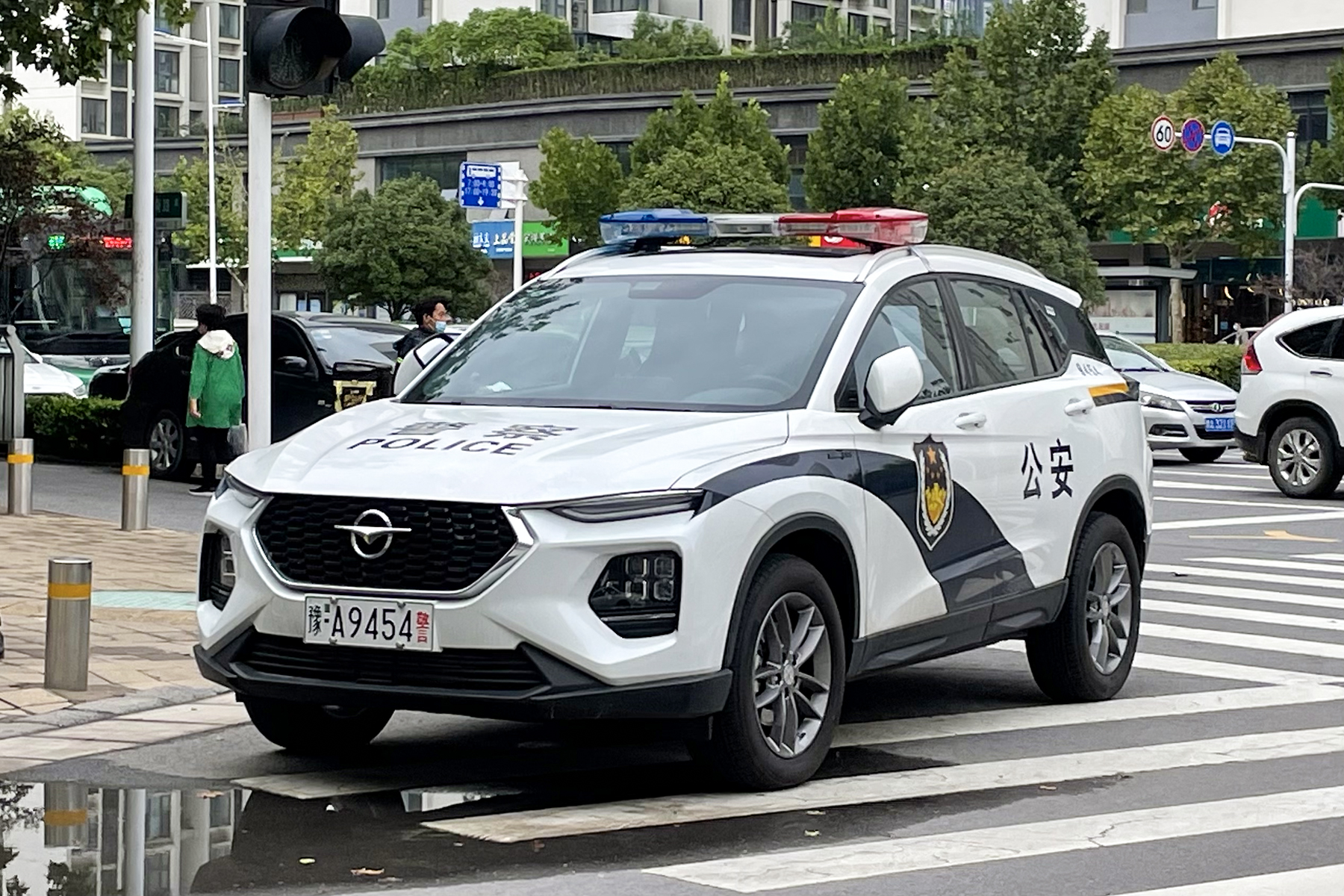
یک خودروی هایما ۸‌اس پلیس